# Heidelibellen
Sympetrum, im Deutschen auch als Heidelibellen bezeichnet, ist eine Gattung der Großlibellen (Anisoptera) in der Familie der Segellibellen (Libellulidae). Innerhalb dieser wird die Gattung der Unterfamilie Sympetrinae zugeordnet. Der wissenschaftliche Gattungsname wurde 1833 von Newman vergeben. Typusart ist Libellula vulgatum Linnaeus, 1758.
Die Gattung kommt mit Ausnahme von Australasien, wo es keine heimischen Sympetrum-Arten gibt, praktisch weltweit vor.

## Merkmale
Heidelibellen sind vergleichsweise kleine Libellen und messen meist weniger als 4 cm und sind vornehmlich rot gefärbt. Die generelle Merkmalsabgrenzung der Gattung gilt als unzureichend. Insbesondere umschließt sie keine Synapomorphien.

## Lebensraum und -weise
Das bevorzugte Habitat von Heidelibellen ist geprägt von langsam fließenden beziehungsweise stehenden Gewässern. Dort sitzen sie meist auf Schilf oder anderen Pflanzen.

## Fortpflanzung
Die Eiablage wird fast ausnahmslos im Flug in Tandemstellung ausgeführt, wobei das Männchen das angekoppelte Weibchen zur passenden Stelle führt. Bei der Eiablage tippt das Weibchen mit der Spitze ihres Abdomens auf die Wasseroberfläche und streift dabei jeweils eines bis mehrere Eier ab. Die Eiablage kann sowohl in Ufernähe als auch in tieferem Wasser erfolgen. Gerne werden auch Algenwatten oder flutende Wasservegetation als Eiablageort benutzt. Die abgelegten Eier überwintern und kommen erst im folgenden Frühjahr zum Schlupf. Einige Arten, beispielsweise Sympetrum flaveolum und Sympetrum sanguineum, legen ihre Eier daher auch in trockene Senken in einiger Entfernung des Wassers ab, die im Frühjahr möglicherweise bzw. wahrscheinlich überschwemmt werden, womit dann der Schlupf des ersten Larvenstadiums (Prolarve) erst möglich wird.

## Systematik
Auf Grund der unzureichenden Merkmalsdefinition der Gattung gibt es immer wieder Diskussionen über die Abgrenzung der Gattung. So ist unter anderem umstritten, ob die Gattung Nesogonia Teil der Heidelibellen sein sollte und ob einige Arten in die Gattung Tarnetrum abgespalten werden sollten. Auch phylogenetische Untersuchungen konnten diesen Punkt noch nicht zufriedenstellend auflösen. Aktuell werden etwa 54 rezente Arten, 6 fossile Arten sowie eine im 20. Jahrhundert ausgestorbene Art zur Gattung Sympetrum gezählt.

### Arten in Deutschland
In Deutschland kommen folgende Arten vor:
- Blutrote Heidelibelle (Sympetrum sanguineum)
- Frühe Heidelibelle (Sympetrum fonscolombii)
- Gebänderte Heidelibelle (Sympetrum pedemontanum)
- Gefleckte Heidelibelle (Sympetrum flaveolum)
- Gemeine Heidelibelle (Sympetrum vulgatum)
- Große Heidelibelle (Sympetrum striolatum)
- Schwarze Heidelibelle (Sympetrum danae)
- Südliche Heidelibelle (Sympetrum meridionale)
- Sumpf-Heidelibelle (Sympetrum depressiusculum)

### Auflistung der beschriebenen Arten
Im Folgenden eine Liste der beschriebenen Arten mit deren Verbreitungsgebiet (GBIF, Stand 2025).
- Sympetrum ambiguum (Rambur, 1842) – Nordamerika
- Sympetrum arenicolor Jödicke, 1994 – Kaukasus, Naher und Mittlerer Osten, Zentralasien
- Sympetrum baccha (Selys, 1884) – Ostasien
- †Sympetrum bigoti Nel & Papazian, 1985 – Typlokalität: Aix-en-Provence
- †Sympetrum cantalensis Nel et al., 1996 – Typlokalität: Murat
- Sympetrum chaconi De Marmels, 1994 – Venezuela
- Sympetrum cordulegaster (Selys, 1883) – Ostasien
- Sympetrum corruptum (Hagen, 1861) – Nordamerika, Mexiko
- Sympetrum costiferum (Hagen, 1861) – Nordamerika
- Sympetrum croceolum  (Hagen, 1861) – Ostasien, Westsibirien
- Sympetrum daliensis Zhu, 1999 – Yunnan (China)
- Sympetrum danae (Sulzer, 1776) – Holarktis
- Sympetrum darwinianum (Selys, 1883) – Ostasien
- Sympetrum depressiusculum (Selys, 1841) – Paläarktis
- †Sympetrum dilatatum (Calvert, 1892) – auf St. Helena, 1962 letzter Fund
- †Sympetrum elongatum Gentilini, 1989 – Typlokalität: Monte Castellaro (Italien)
- Sympetrum eroticum (Selys, 1883) – Ostasien
- Sympetrum evanescens De Marmels, 1992 – Venezuela
- Sympetrum flaveolum (Linnaeus, 1758) – Paläarktis
- Sympetrum fonscolombii (Selys, 1840) – Paläarktis, Afrotropis, Orientalis
- Sympetrum frequens (Selys, 1883) – Japan, Korea
- Sympetrum gilvum (Selys, 1884) – Neotropis
- Sympetrum gracile Oguma, 1915 – Ostasien
- Sympetrum haritonovi Borisov, 1983 – Kleinasien, Kaukasus, Zentralasien
- Sympetrum hypomelas (Selys, 1884) – Orientalis, Südostasien
- Sympetrum illotum (Hagen, 1861) – Nearktis, Neotropis
- Sympetrum infuscatum (Selys, 1883) – Ostasien
- Sympetrum internum Montgomery, 1943 – Nordamerika
- †Sympetrum italicum Gentilini, 1989 – Typlokalität: Monte Castellaro
- †Sympetrum krzeminskii Gentilini, 1989 – Typlokalität: Monte Castellaro
- Sympetrum kunckeli (Selys, 1884) – Ostasien
- Sympetrum maculatum Oguma, 1922 – Ostasien
- Sympetrum madidum (Hagen, 1861) – Nordamerika
- †Sympetrum marinum Bagli & Gentilini, 2003 – Typlokalität: Monte Castellaro
- Sympetrum meridionale (Selys, 1841) – Westpaläarktis
- Sympetrum nantouensis Tang, Yeh & Chen, 2013 – Taiwan
- Sympetrum nigrifemur (Selys, 1884) – Kanaren, Madeira
- Sympetrum nigrocreatum Calvert, 1920 – Costa Rica
- Sympetrum nomurai Asahina, 1997 – China
- Sympetrum obtrusum (Hagen, 1867) – Nordamerika
- Sympetrum orientale (Selys, 1883) – Orientalis
- Sympetrum pallipes (Hagen, 1874) – Nordamerika
- Sympetrum paramo De Marmels, 2001 – Kolumbien
- Sympetrum parvulum (Bartenev, 1912) – Ostasien
- Sympetrum pedemontanum (Müller, 1766) – Paläarktis
- Sympetrum risi Bartenev, 1914 – Ostasien
- Sympetrum roraimae De Marmels, 1988 – Venezuela
- Sympetrum rubicundulum (Say, 1840) – Nordamerika
- Sympetrum sanguineum (Müller, 1764) – Westpaläarktis, Zentralasien
- Sympetrum semicinctum (Say, 1840) – Nordamerika
- Sympetrum signiferum Cannings & Garrison, 1991 – Mexiko
- Sympetrum sinaiticum Dumont, 1977 – Südwesteuropa, Nordafrika, Naher Osten
- Sympetrum speciosum Oguma, 1915 – Ostpaläarktis, Orientalis
- Sympetrum striolatum (Charpentier, 1840) – Paläarktis
- Sympetrum thailandensis Makbun, 2023 – Thailand
- Sympetrum tibiale (Ris, 1897) – Kaukasus, Zentralasien
- Sympetrum uniforme (Selys, 1883) – Ostasien
- Sympetrum vicinum (Hagen, 1861) – Nordamerika
- Sympetrum villosum Ris, 1911 – Neotropis
- Sympetrum vulgatum (Linnaeus, 1758) – Paläarktis
- Sympetrum xiaoi Han & Zhu, 1997 – Shanxi (China)

## Bilder heimischer Arten

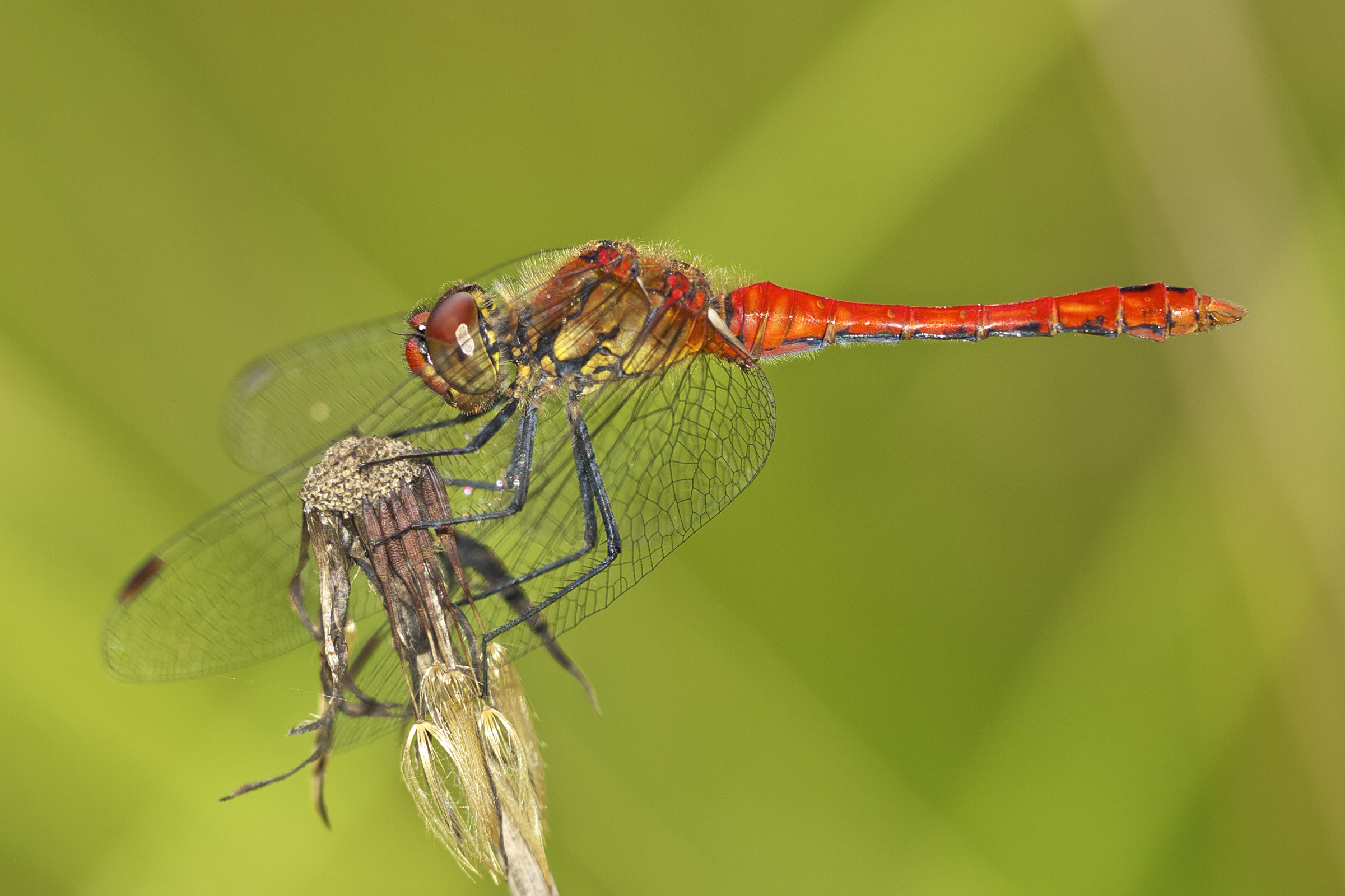
Blutrote Heidelibelle ♂
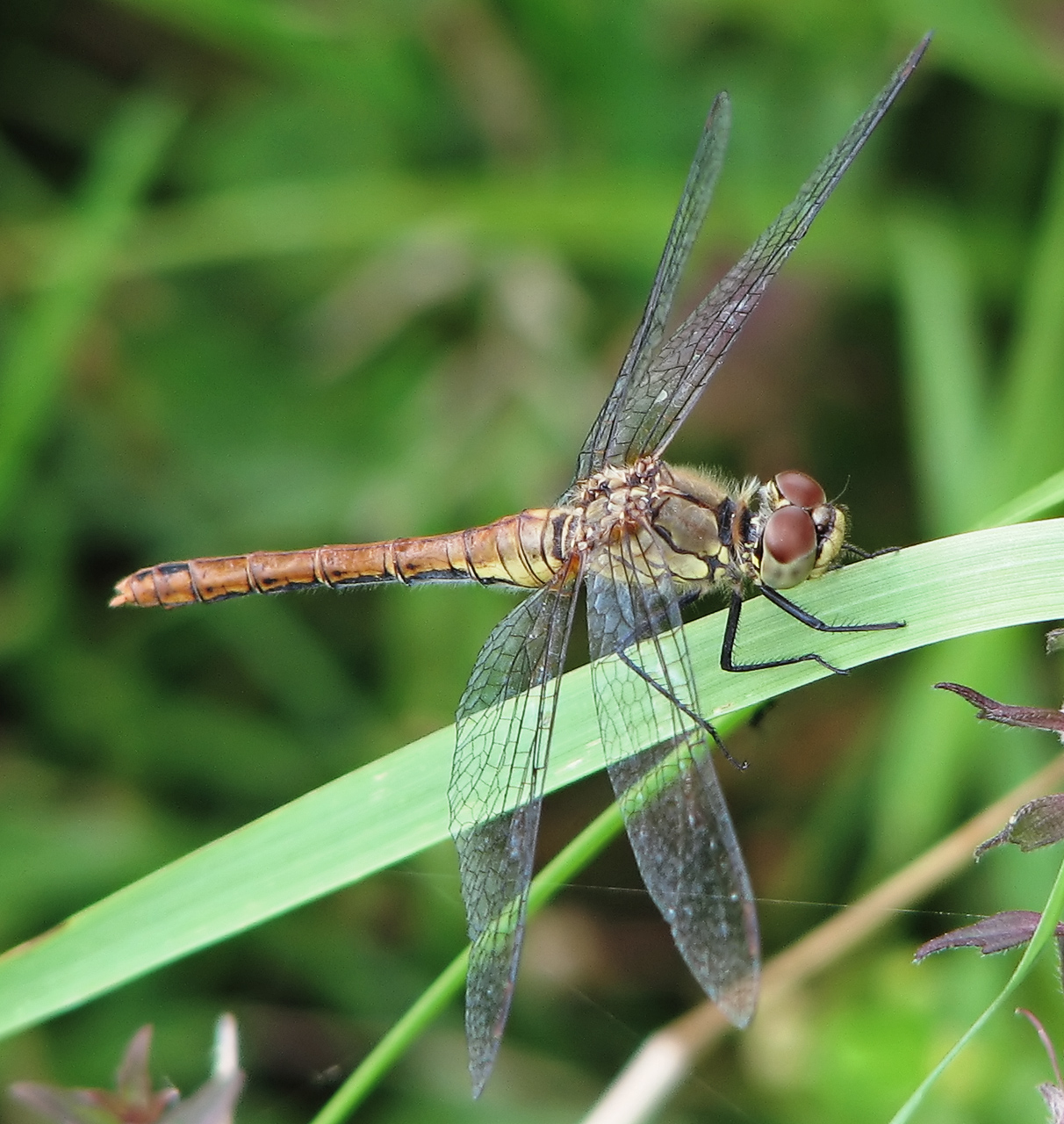
Blutrote Heidelibelle ♀
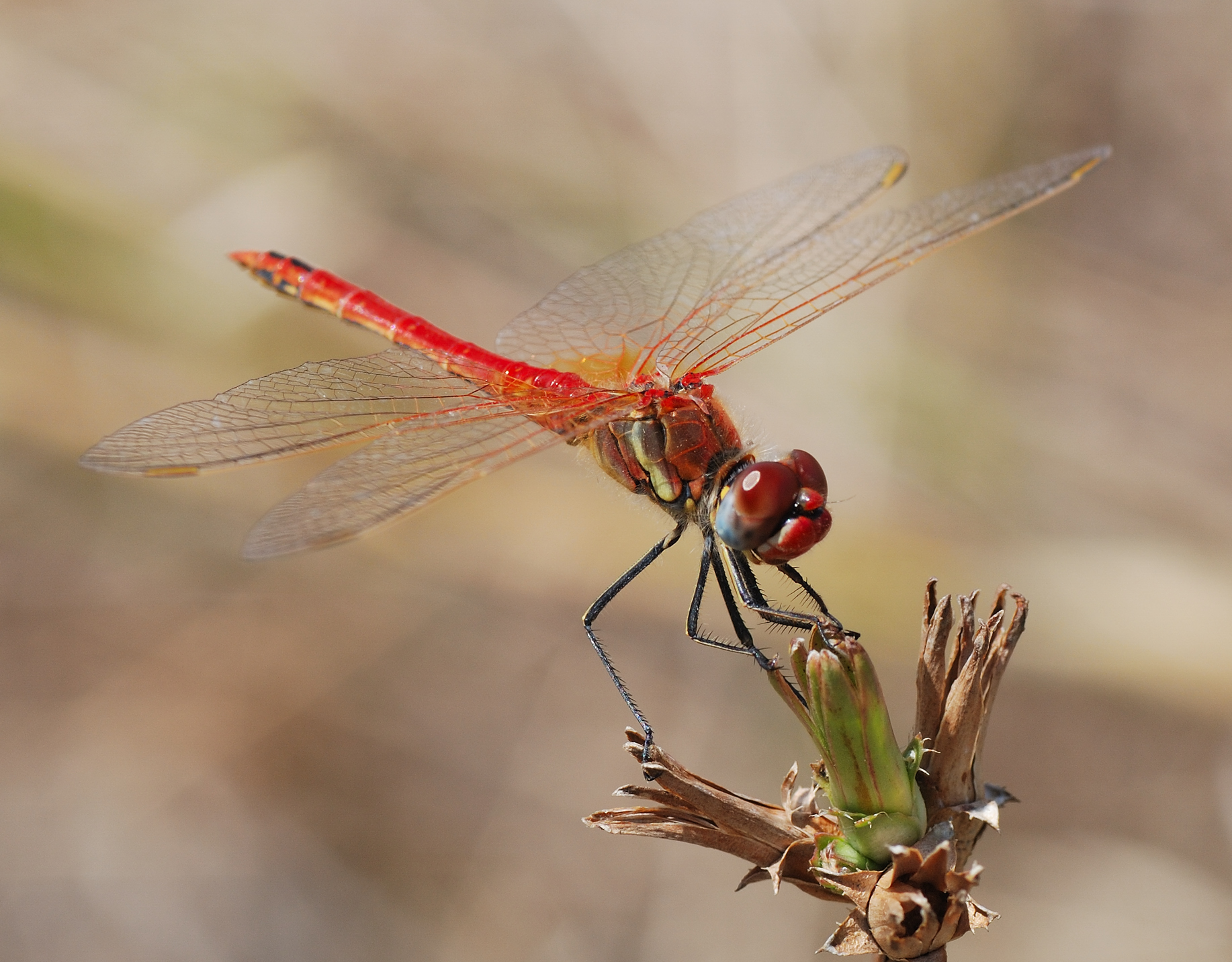
Frühe Heidelibelle ♂
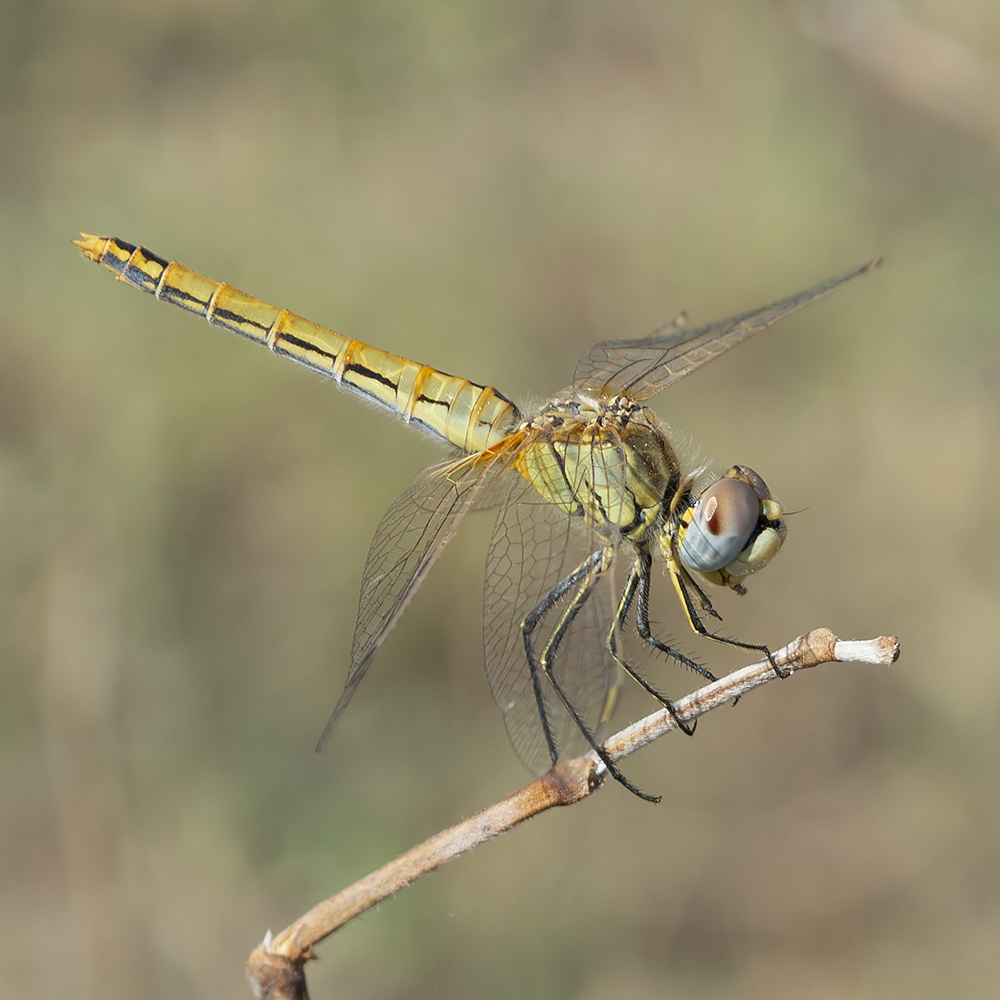
Frühe Heidelibelle ♀
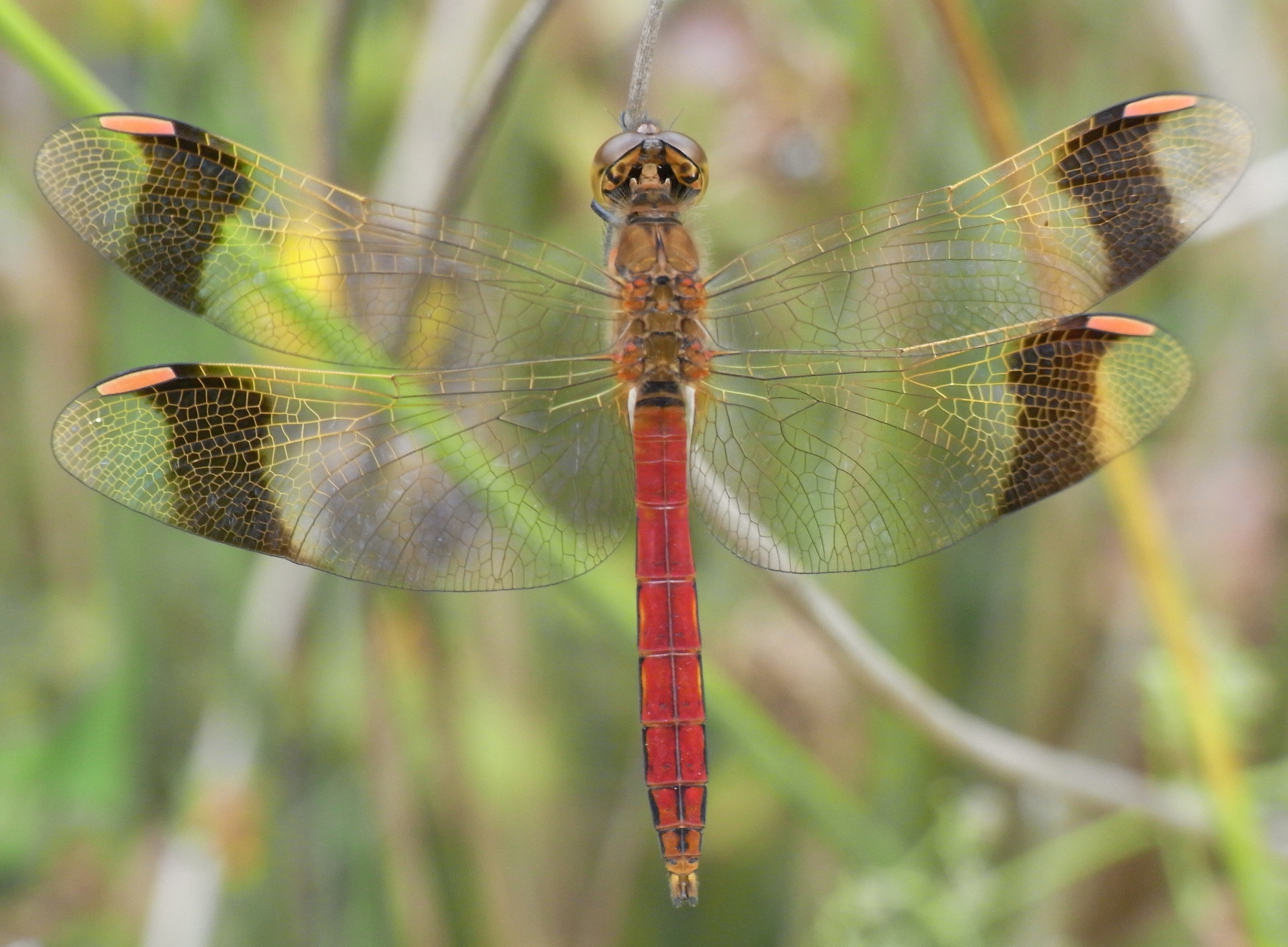
Gebänderte Heidelibelle ♂
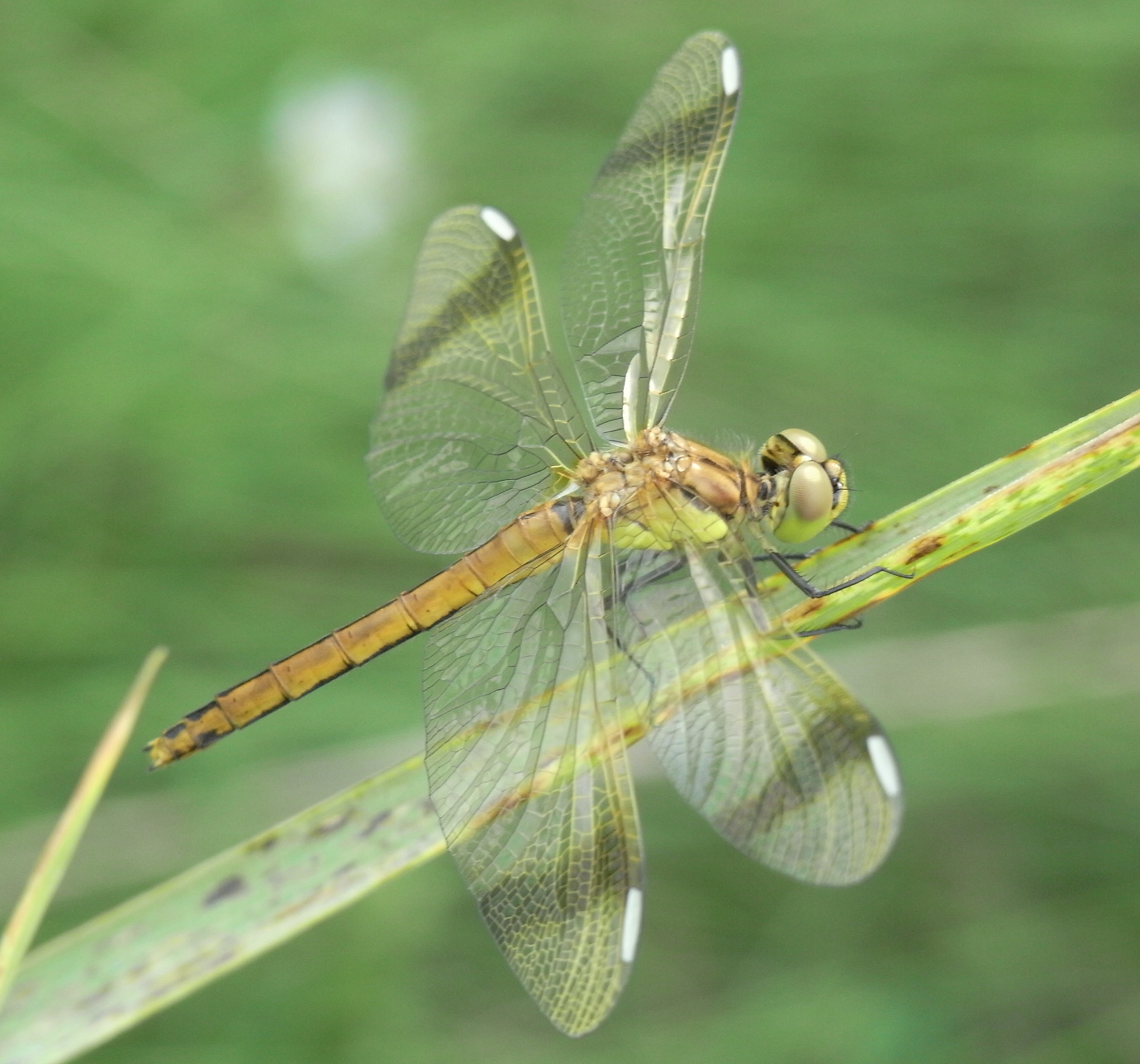
Gebänderte Heidelibelle ♀
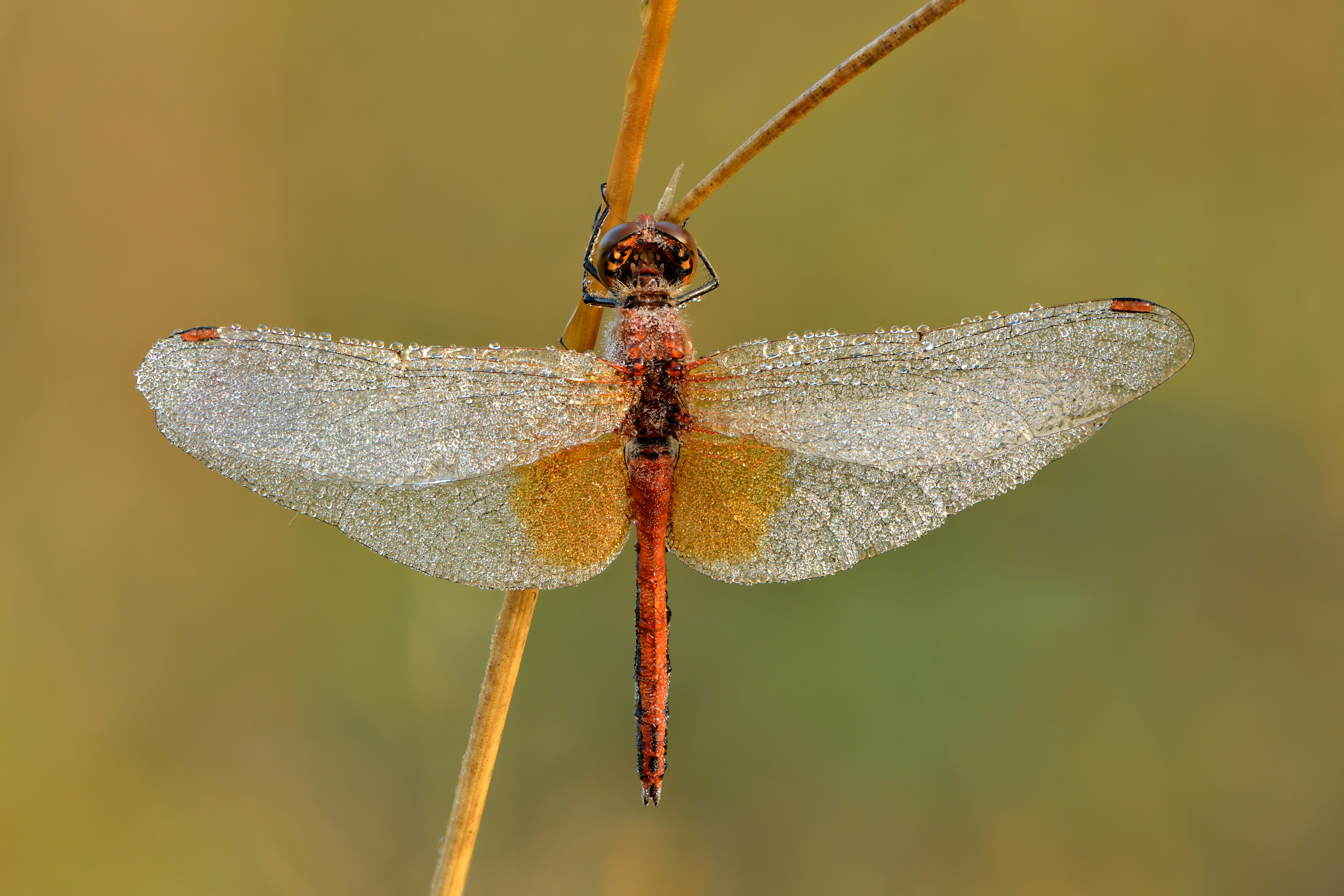
Gefleckte Heidelibelle ♂
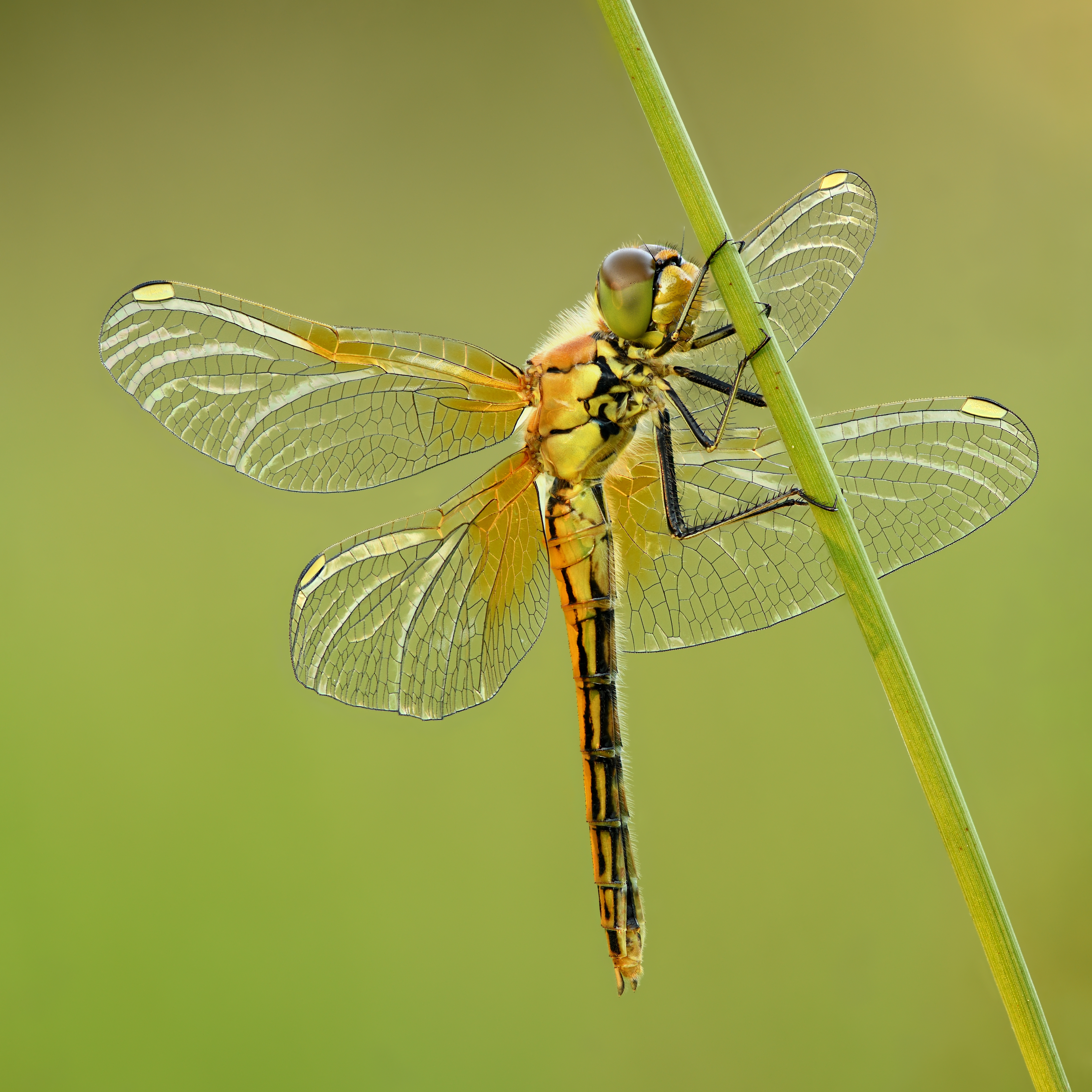
Gefleckte Heidelibelle ♀
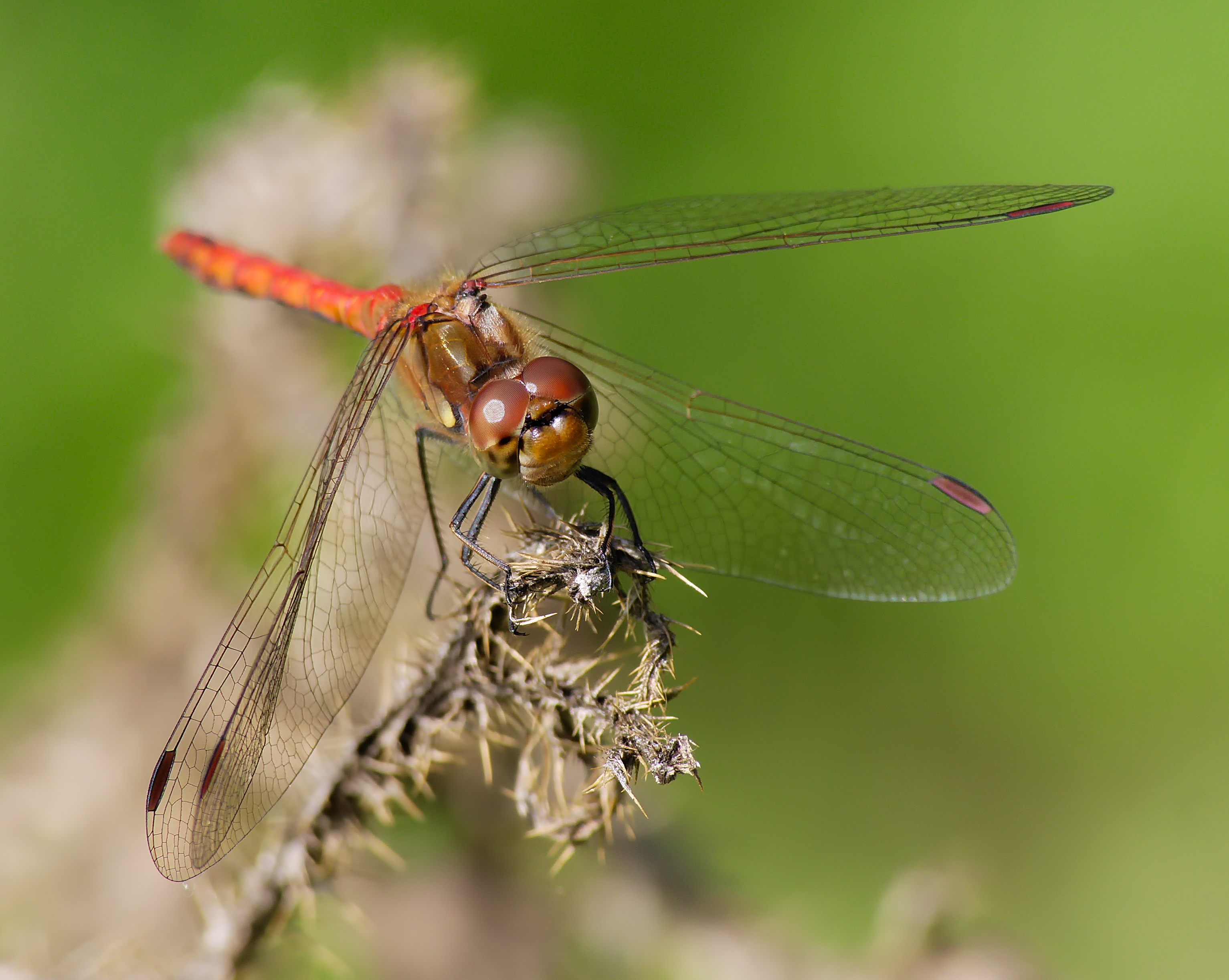
Gemeine Heidelibelle ♂
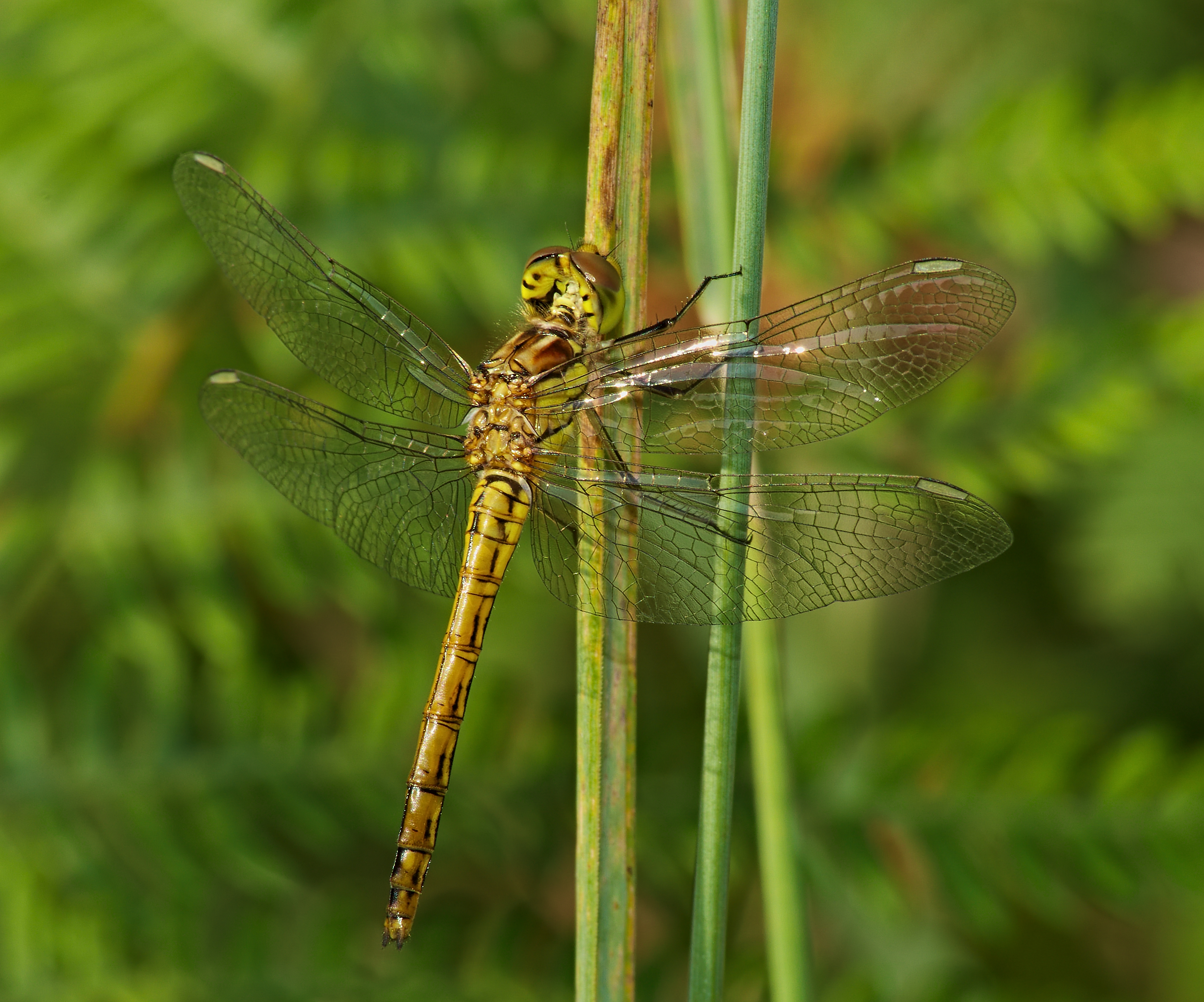
Gemeine Heidelibelle ♀
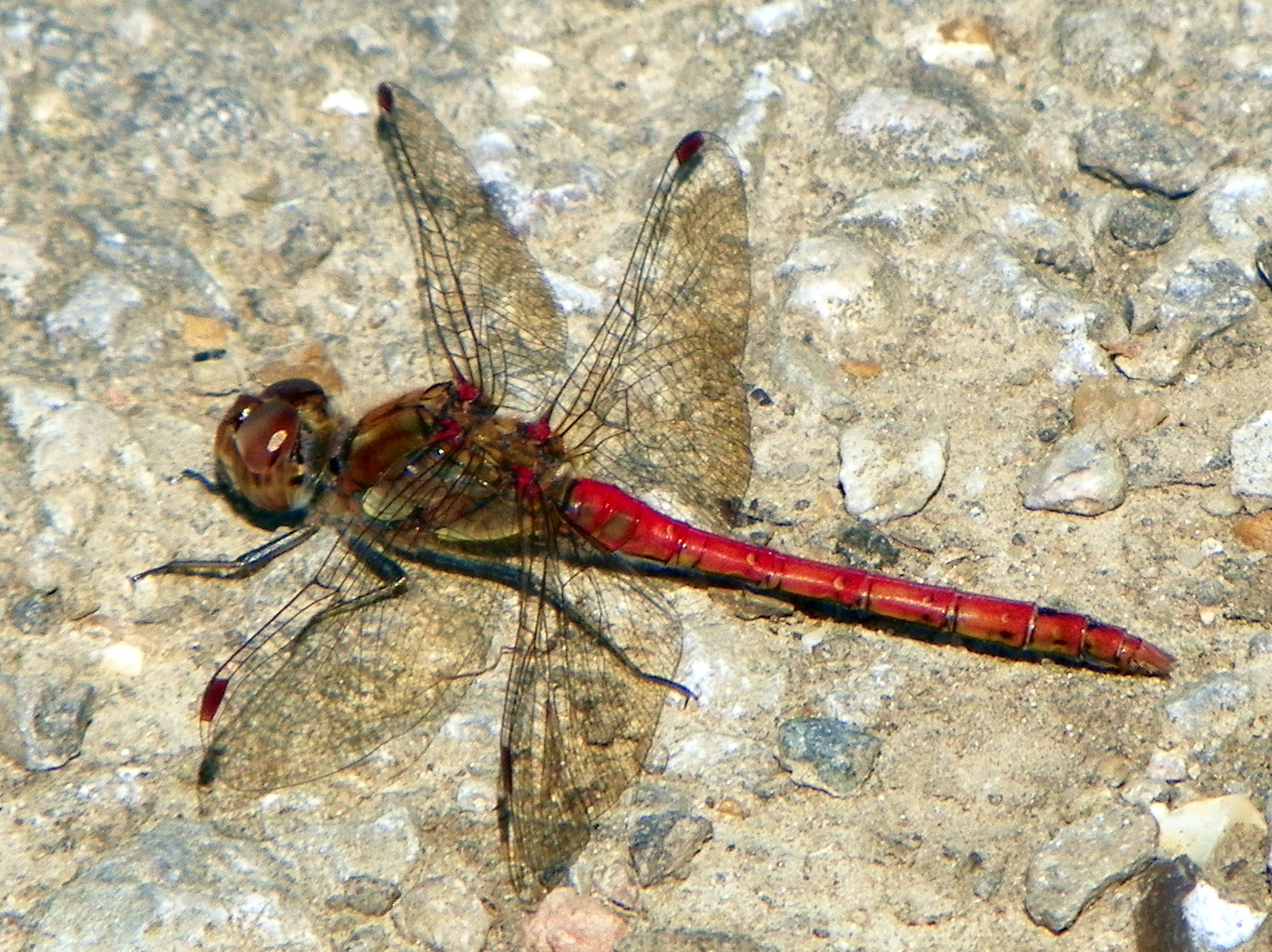
Große Heidelibelle ♂
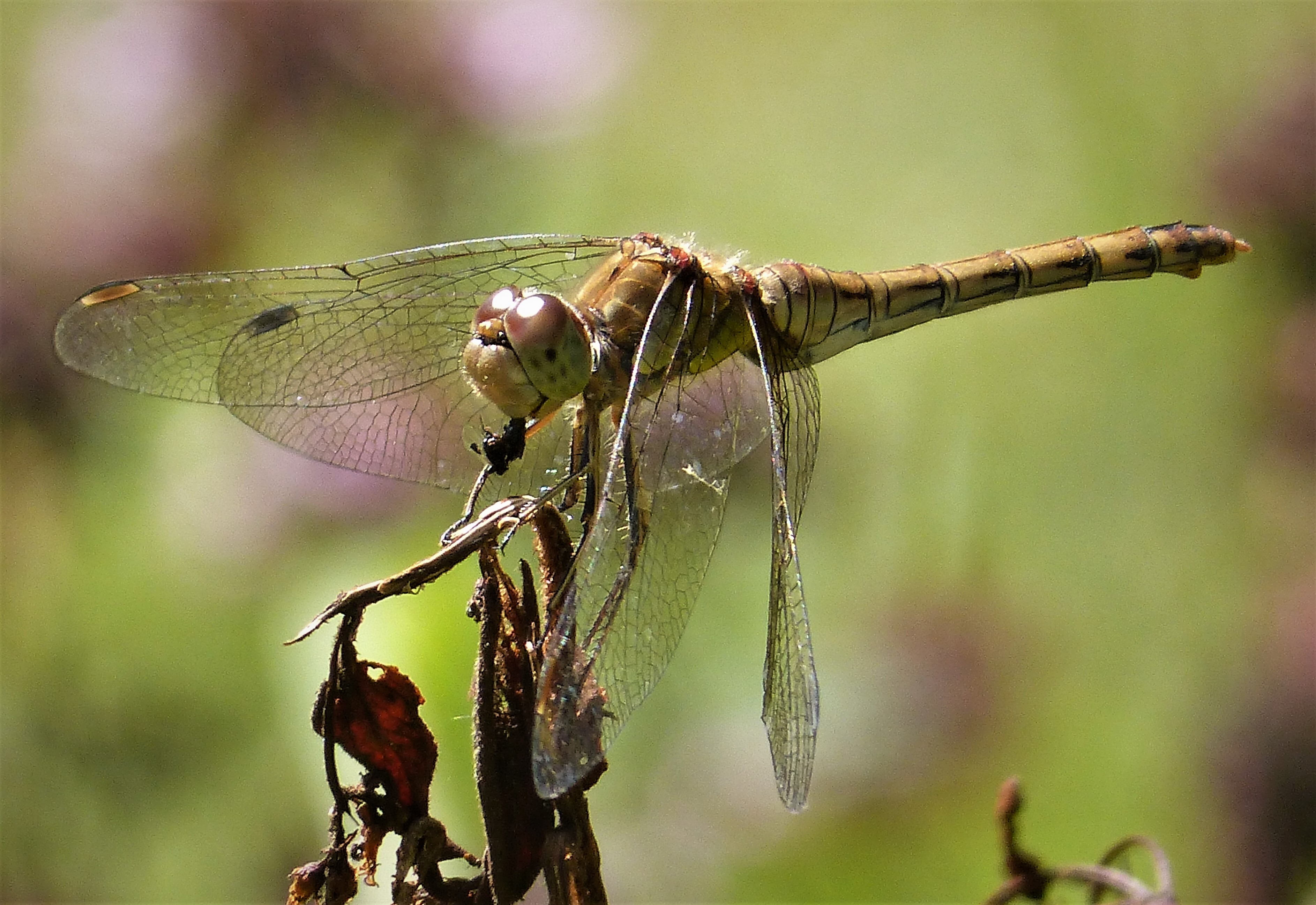
Große Heidelibelle ♀
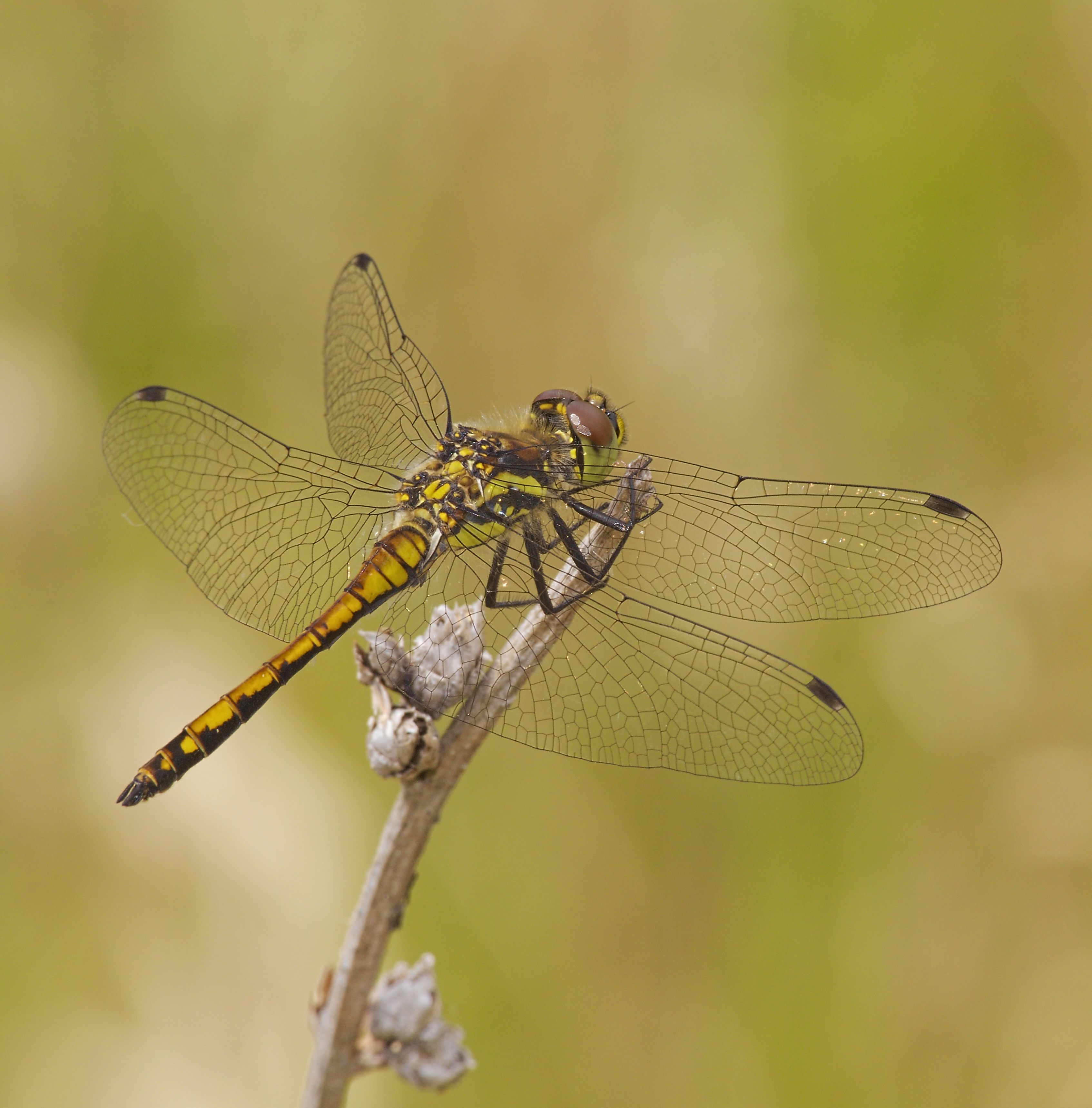
Schwarze Heidelibelle ♂
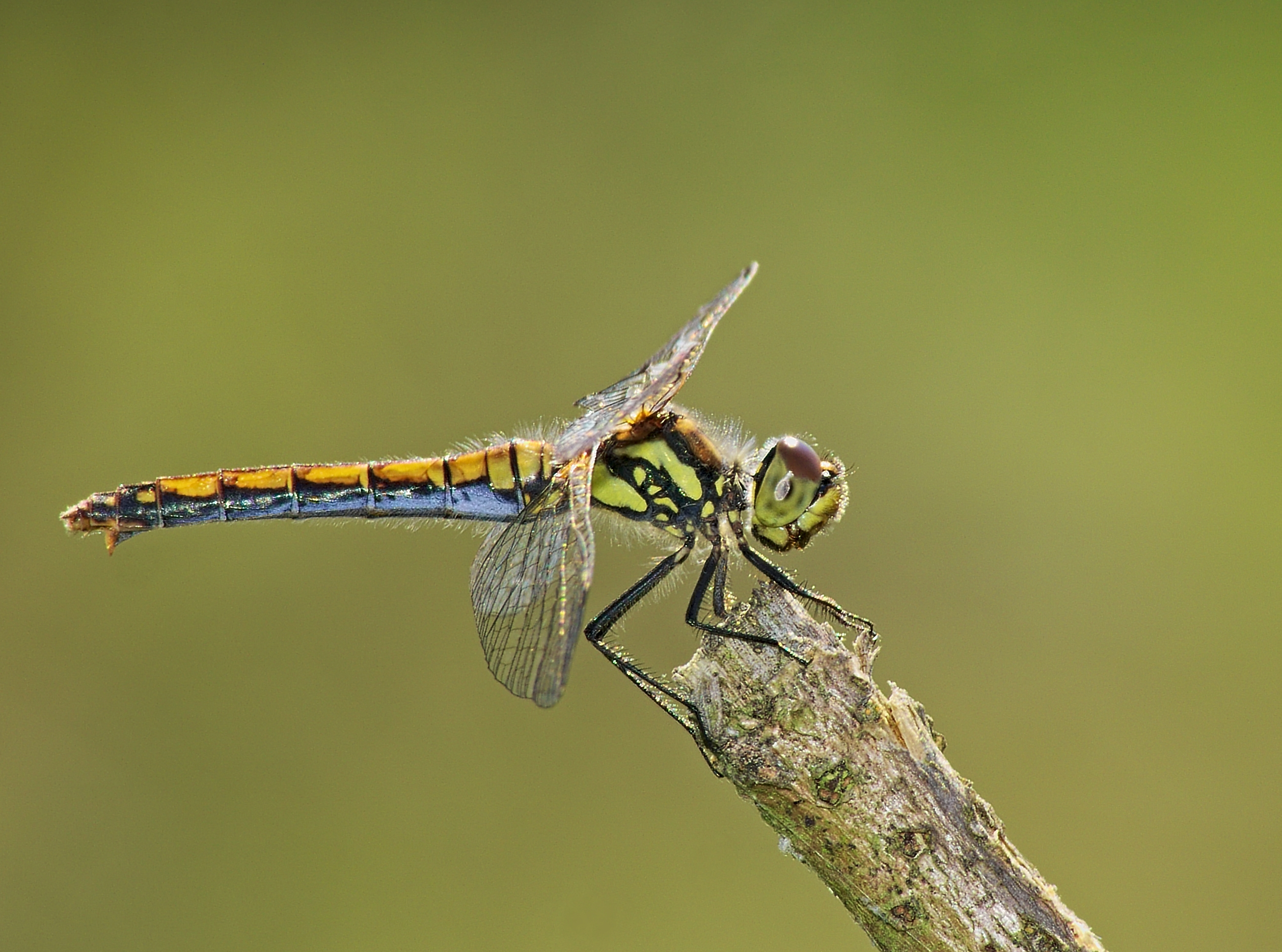
Schwarze Heidelibelle ♀
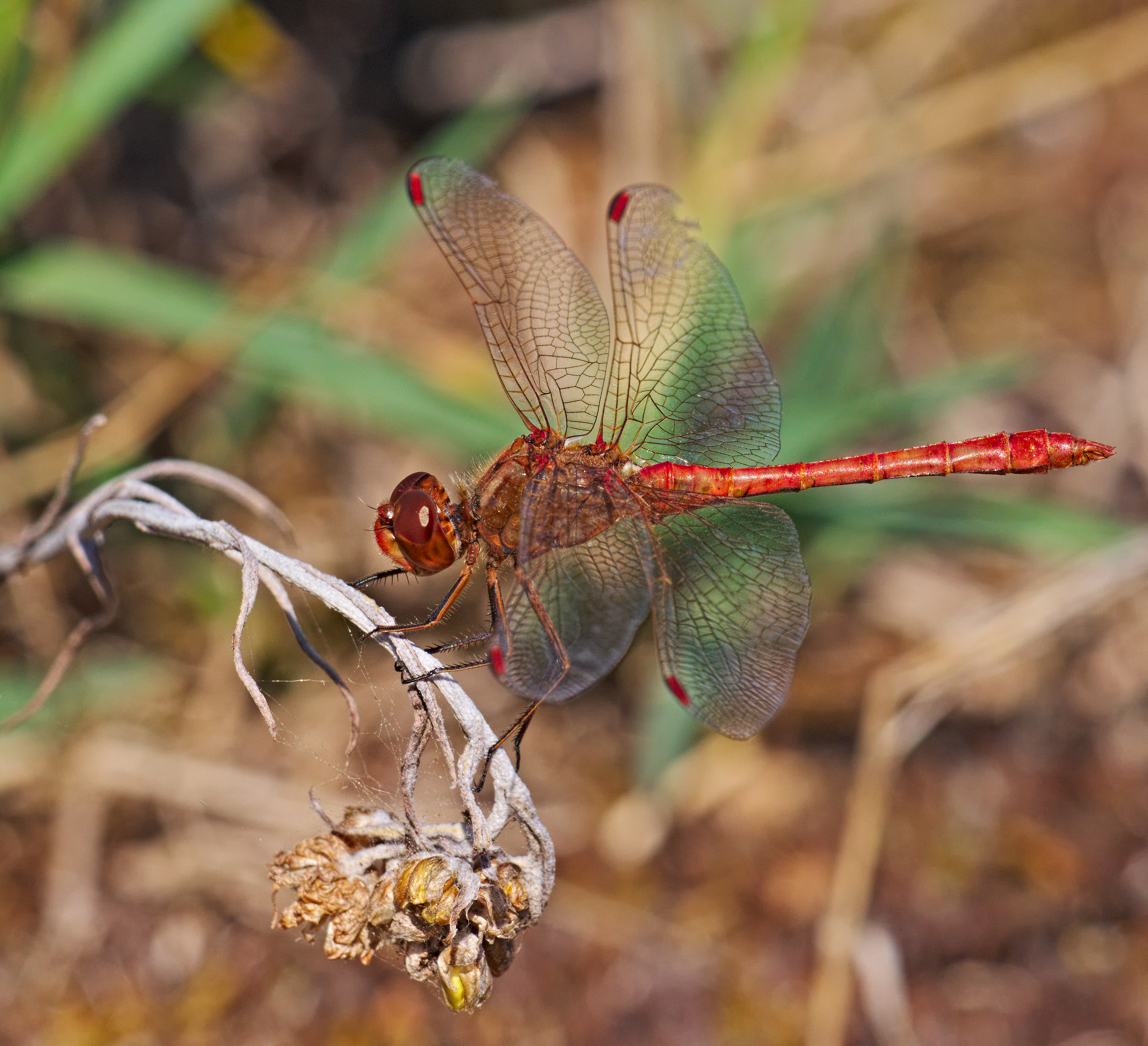
Südliche Heidelibelle ♂
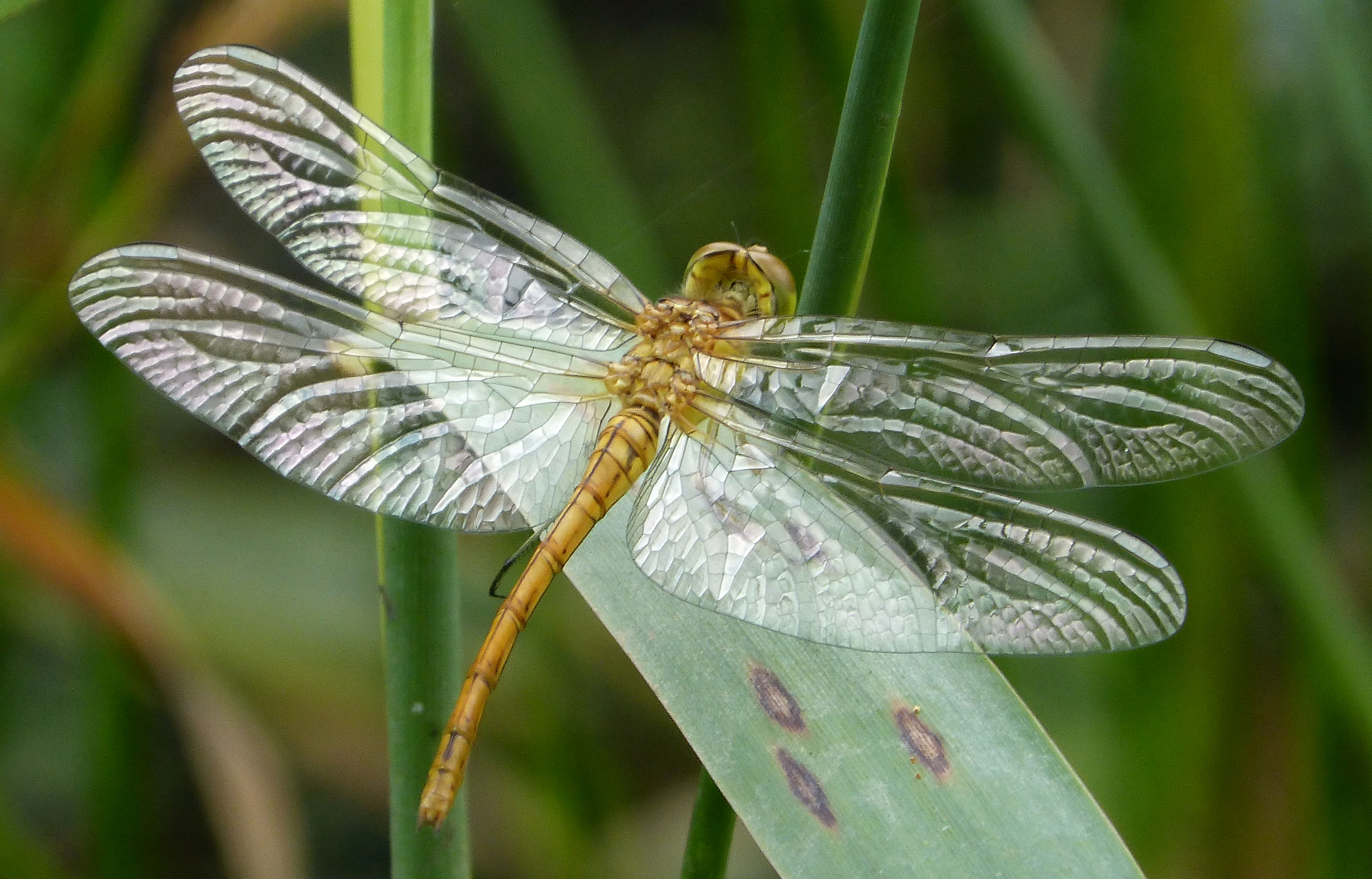
Südliche Heidelibelle ♀
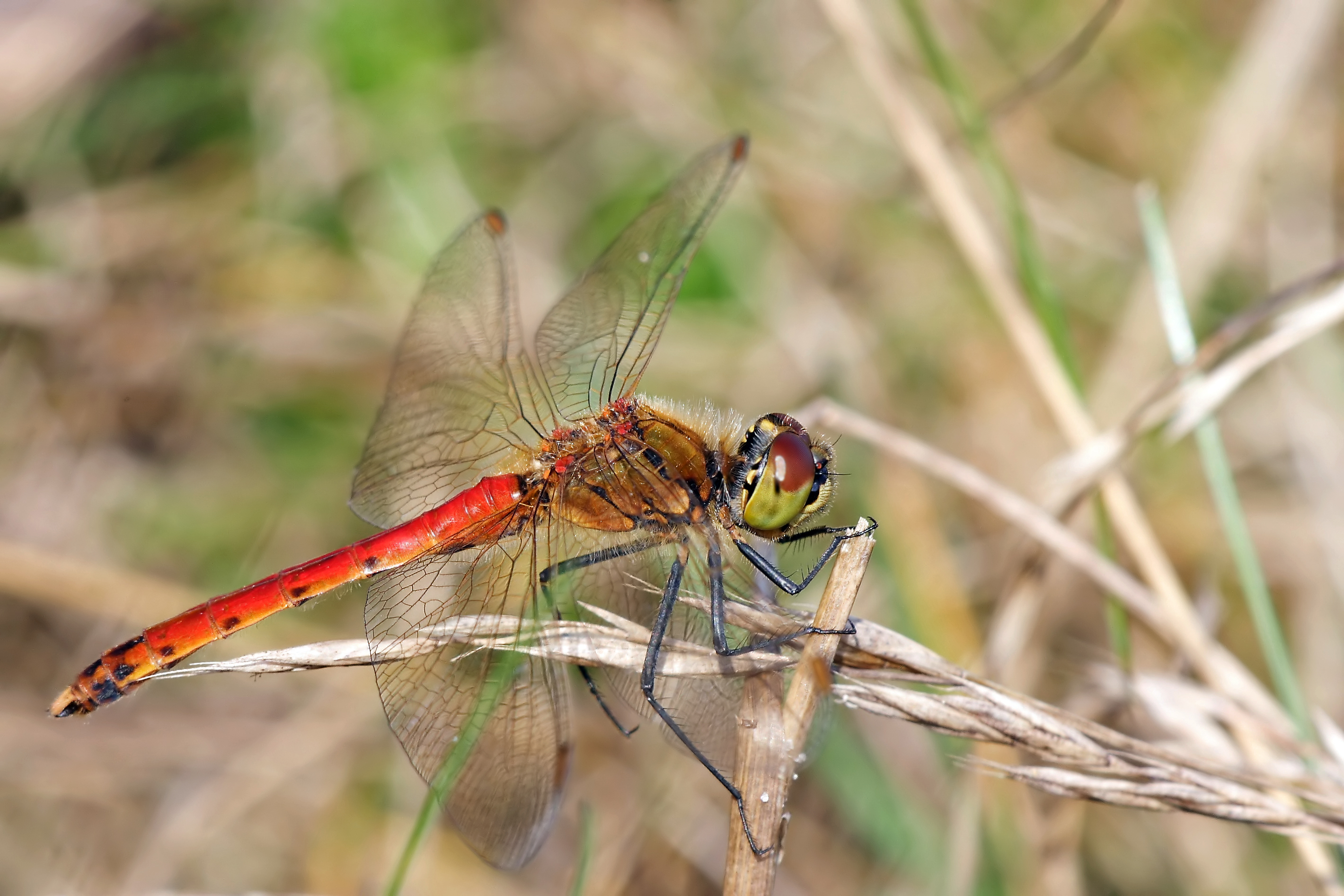
Sumpf-Heidelibelle ♂
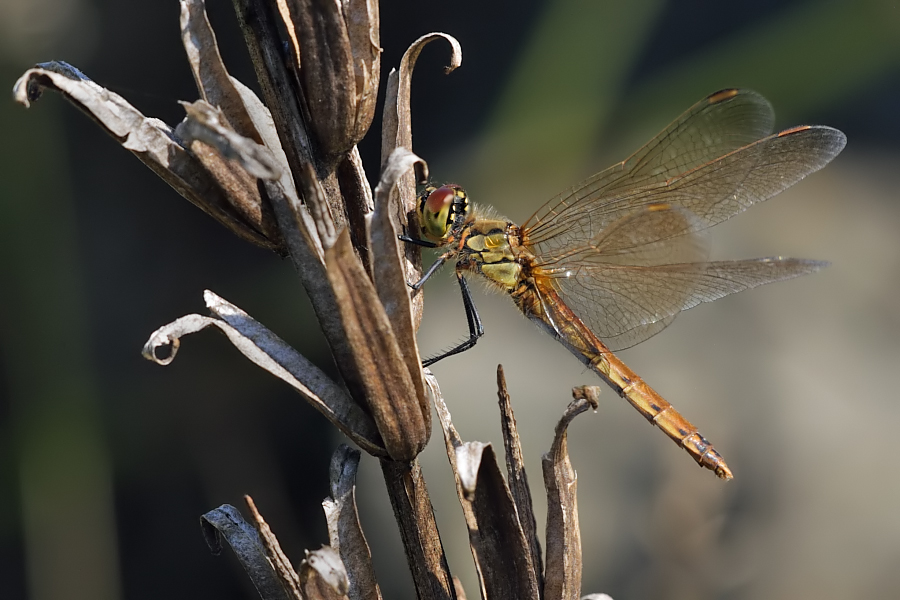
Sumpf-Heidelibelle ♀